# Paya (Manggeng)
Paya is een bestuurslaag in het regentschap Aceh Barat Daya van de provincie Atjeh, Indonesië. Paya telt 347 inwoners (volkstelling 2010).